# Jeffrey Farrell
Pour les articles homonymes, voir Farrell.
Felix Jeffrey "Jeff" Farrell , né le 28 février 1937 à Détroit, est un nageur américain. Lors des Jeux olympiques d'été de 1960 disputés à Rome, il remporte deux médailles d'or lors des relais 4 × 200 m nage libre et 4 × 100 m quatre nages, battant à chaque fois le record du monde.

## Palmarès
- médaille d'or au relais 4 × 100 m quatre nages aux Jeux olympiques de Rome en 1960
- médaille d'or au relais 4 × 200 m nage libre aux Jeux olympiques de Rome en 1960
- médaille d'or au 100 m nage libre aux Jeux panaméricains 1959
- médaille d'or au relais 4 × 100 m quatre nages aux Jeux panaméricains 1959